# El Casco
El Casco (Эль Каско) — испанская компания-производитель эксклюзивных канцелярских и настольных принадлежностей.

## История

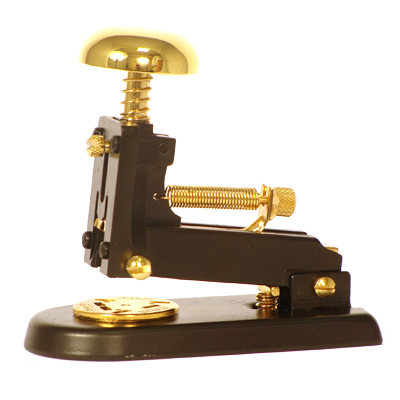
Степлер El Casco

Компания El Casco, была основана Хуаном Солозабал Мендиве и Хуаном Олав Бильбао 7 сентября 1920 года, и изначально специализировалась на производстве револьверов экстракласса.
В 1920-х El Casco стала выпускать только огнестрельное оружие, но после кризиса 1929 года руководство компании решило заменить производство оружия на производство канцелярских товаров, которые изготовлялись на том же оборудовании. Первой такой продукцией была машинка для нумерования и проставления даты. В 1934 году был выпущен первый степлер, а также была изобретена модель M-5, которая встречается на рынках XXI века.

## El Casco в наши дни
Компания El Casco остается одним из лидеров в производстве канцелярских, настольных и офисных принадлежностей класса «люкс».
Изделия классической коллекции El Casco выполнены из металла, покрытого хромом или 23-каратным золотом с помощью электролиза.